# ویتالییس ماکسیمنکو
ویتالییس ماکسیمنکو (انگلیسی: Vitālijs Maksimenko؛ زادهٔ ۸ دسامبر ۱۹۹۰) یک بازیکن فوتبال اهل لتونی است. وی همچنین در تیم ملی فوتبال لتونی بازی کرده‌است.